# Mary Edwards Walker

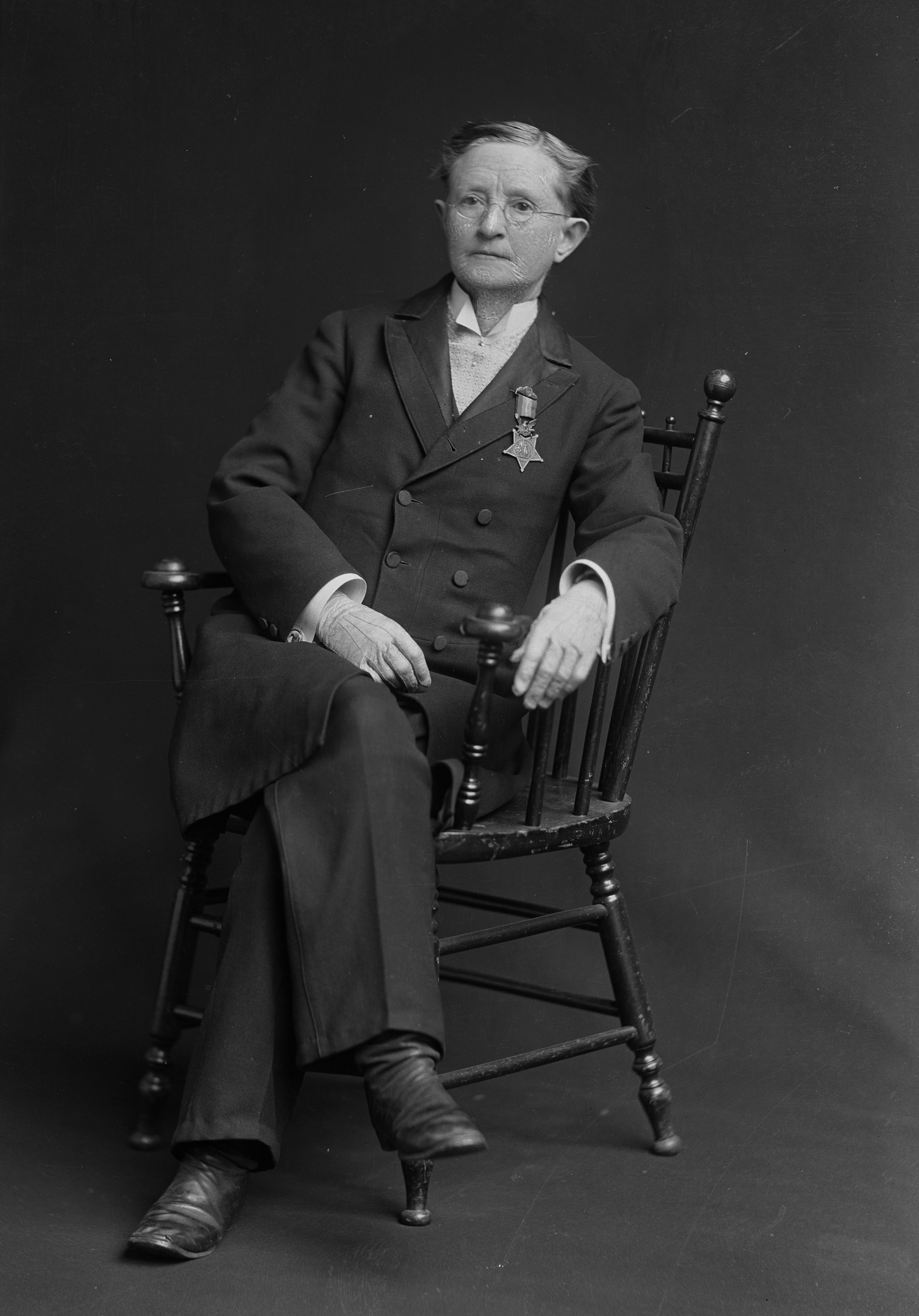
Mary Walker, nach 1864

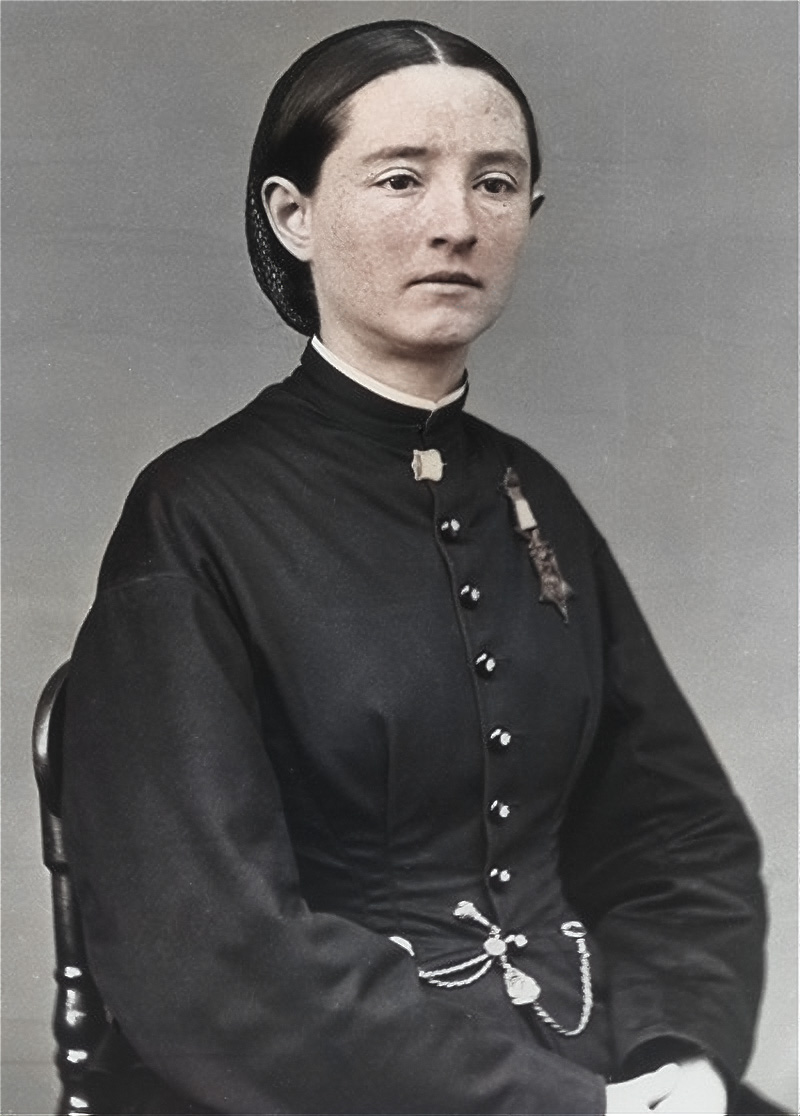
Mary Edwards Walker, mit Medal of Honor, in den 1860er Jahren

Walker als 80-Jährige auf einer Veranstaltung (mit Zylinder und Amerikafahne)

Mary Edwards Walker (* 26. November 1832 in Oswego, New York; † 21. Februar 1919 ebenda) war eine US-amerikanische Ärztin und Frauenrechtlerin und bisher einzige Frau, die mit der Medal of Honor – der höchsten militärischen Auszeichnung der Vereinigten Staaten – ausgezeichnet wurde.

## Leben
Mary E. Walker wuchs als Tochter eines Arztes mit fünf älteren Schwestern und einem jüngeren Bruder auf einer Farm auf. Sie studierte ab 1853 Medizin am Central Medical College in Syracuse (New York) und schloss 1855 mit dem M.D. in Medizin ab (als einzige Frau in ihrer Abschlussklasse und zweite Frau mit M.D.-Abschluss in den USA nach Elizabeth Blackwell in Geneva (New York)). 1856 heiratete sie ihren Studienkollegen Albert Miller (behielt aber ihren eigenen Namen als Teil des Doppelnamens). Beide eröffneten eine Gemeinschaftspraxis in Rome (New York), die aber nicht gut lief. Sie besuchte kurze Zeit wieder ein College (Bowen Collegiate Institute), musste aber gehen, da sie den vorher rein männlichen Debattierclub der Studenten nicht verlassen wollte. Von ihrem Mann hatte sie sich bereits 1859 getrennt, warf ihn nach Vorwürfen der Untreue aus dem Haus und erreichte später die Scheidung. Beim Beginn des US-Bürgerkriegs meldete sie sich freiwillig als Zivilistin in der Unionsarmee und diente als Sanitäterin bzw. Krankenschwester in Hospitälern im Bereich Washington D. C. (Ärztinnen wurden damals offiziell nicht in der Armee zugelassen). Später nahm sie die Aufgaben einer Chirurgin an der Front wahr. Unter anderem in der Ersten Schlacht von Bull Run, der Schlacht von Fredericksburg, der Schlacht von Chattanooga und der Schlacht von Chickamauga. Erst 1863 erhielt sie eine offizielle Position als Chirurgin in der Army of the Cumberland, als erste Chirurgin in der US Army, allerdings als zivile Vertragsärztin. Dabei wechselte sie auch häufig die Frontlinie, um Zivilisten zu versorgen. Als sie als Assistenz-Chirurgin in der 52. Ohio-Infanterie diente, wurde sie im April 1864 von einer konföderierten Patrouille verhaftet. Sie war im Castle Thunder in Richmond inhaftiert und kam im August durch Austausch gegen einen konföderierten Offizier wieder frei. Sie setzte ihren Dienst als Armeeärztin im Atlanta-Feldzug fort und beaufsichtigte auch ein Frauengefängnis und Waisenheim.
Nach dem Krieg war sie als Schriftstellerin und mit Vorträgen aktiv. 1866 hielt sie erfolgreich Vorträge auf einer Tour durch Frankreich und England. 1868 war sie mit geringerem Erfolg als in Europa auf Vortragstour in den USA. Sie war Teil der Suffragettenbewegung und setzte sich insbesondere für das Recht auf das Tragen männlicher Kleidung für Frauen ein. Das war damals verboten und sie wurde mehrfach wegen Verstoßes dagegen verhaftet. Beispielsweise trug sie gern Zylinderhüte und wie andere Feministinnen zunächst eine Kleid-Hosen-Kombination bekannt als das Bloomer-Kostüm, ab Ende der 1870er Jahre aber auch Herrenkleidung. Dieses Engagement und andere Dissensen isolierten sie aber in der Suffragettenbewegung, zum Beispiel war sie in der Frage des Frauenwahlrechts gegen einen Verfassungszusatz. Weiter engagierte sie sich gegen Tabak und Alkohol und veröffentlichte mehrere Bücher, darunter ein halb-autobiografisches Buch.
Im November 1865 wurde ihr auf Vorschlag der Generäle William Tecumseh Sherman und George Henry Thomas von Präsident Andrew Johnson die höchste militärische Auszeichnung der USA verliehen, die Medal of Honor. 1917 wurde ihr die Auszeichnung im Rahmen einer allgemeinen Revision der Verleihungen zusammen mit über 900 anderen Ordensträgern (darunter Buffalo Bill Cody) zwar wieder entzogen, sie weigerte sich aber, diese zurückzugeben, und erhielt sie 1977 postum von Jimmy Carter wieder verliehen.
Eine 1982 herausgegebene 20-Cent-Briefmarke der US Post trug ihr Bild und würdigte sie als einzige Frau, der bis dahin eine Medal of Honor verliehen worden war.

## Schriften
- Hit. 1871
- Unmasked, the science of immorality. 1878
- Crowning constitutional argument. 1907